# 10473 Thirouin
10473 Thirouin è un asteroide della fascia principale. Scoperto nel 1981, presenta un'orbita caratterizzata da un semiasse maggiore pari a 2,7190681 UA e da un'eccentricità di 0,0936988, inclinata di 2,11205° rispetto all'eclittica.